# Арно Роже I (граф Верхнего Пальярса)
Арно Роже I (фр. Arnau Roger I de Pallars Sobirà; ок. 1236 — 1288) — граф Верхнего Пальярса (Пальярс Собира) с 1256 или 1257 года.
Сын Роже III де Комменж-Кузеран и его второй жены Сибиллы де Берга. Правил Верхним Пальярсом вместе с братом — Раймоном Роже I (ум. 1295).
Королём Хайме I Завоевателем в 1267 г. был назначен опекуном графа Эрменгола X Урхельского (1260—1314) и его брата виконта Альвара II Ажерского.
Принимал участие в дворянских восстаниях против Хайме I Завоевателя и Педро I в 1275 и 1280 годах.
Позже стал верным соратником арагонского короля: участвовал в экспедиции в Тунис (1282), в Сицилийской войне (1282—1289), в защите Эмпорды от французов (1285).
Первая жена — Санча де Вилламур. Вторая жена (1281/1282) — Ласкара де Вентимилья (ок. 1264—1314), дочь графа Гильома Педро де Вентимилья и византийской принцессы Евдоксии Ласкарис. От неё 3 дочери:
- Сибилла (1282—1330), графиня Пальярс Собира
- Беатриса (ум. после 1330), виконтесса де Вилламур
- Виоланта (ум. после 1311).

Арно Роже I умер между 1 октября 1288 и февралём 1289 года. Его вдове пришлось бороться с графами Комменжа, пытавшимися захватить Пальярс Собира после смерти Раймона Роже I — брата Арно Роже I (1295). Но ей удалось утвердить на престоле свою старшую дочь Сибиллу. В 1307 году арагонский король Хайме II принудил Ласкару де Вентимилья (которая с 1304 года жила в Барселоне) уйти в монастырь, обвинив её в любовной связи с адмиралом Бернатом де Сарриа (Bernat de Sarrià).